# Chiara Mason
Chiara Mason (Camposampiero, 11 luglio 2000) è una pallavolista italiana, schiacciatrice del Sant'Anna.

## Carriera

### Club
La carriera di Chiara Mason inizia nella stagione 2015-16 con il Bruel Bassano, in Serie B1, dove resta per due annate per poi passare, nella stagione 2017-18, alla Pool Piave, in Serie B2. Nella stagione 2018-19 viene ingaggiata dalla Trentino Rosa, in Serie A2, categoria dove milita anche nel campionato successivo vestendo la maglia del Soverato.
Nell'annata 2021-22 ritorna alla Trentino Rosa, in Serie A1; nella stagione 2022-23 si accasa alla Trentino, in serie cadetta, con cui conquista la promozione in Serie A1, giocando nell'annata seguente con lo stesso club: tuttavia a metà campionato viene ceduta al Pinerolo, sempre nella massima divisione italiana.
Per il campionato 2024-25 fa ritorno nella serie cadetta, trasferendosi in Sicilia con il Sant'Anna.